# Snake Pass
Snake Pass (スネークパス Sunēku Pasu?), es un videojuego de rompecabezas desarrollado y publicado por Sumo Digital. El juego fue lanzado el 28 de marzo de 2017 para América del Norte y el 29 de marzo de 2017 en Europa y Australia. Estará disponible en Nintendo Switch, PlayStation 4, Microsoft Windows y Xbox One. La banda sonora del juego está compuesta por el excompositor de Rare, David Wise.

## Jugabilidad
Snake Pass es un videojuego de rompecabezas donde el mecánico del movimiento refleja el slithering de una serpiente. La fuente de este juego es el resultado del primer atasco de juego interno de Sumo Digital. El juego tiene 15 niveles a través de 4 mundos temáticos y se construye fuera del motor del juego Unreal Engine 4.
Cada mundo contiene cuatro niveles, excepto el mundo final que contiene tres. En cada mundo, el objetivo es recolectar tres piedras preciosas de colores llamadas Keystones para volver a abrir un portal para terminar el nivel. Además de las Keystones, hay 2 tipos coleccionables opcionales adicionales: Blue Whisps y Gold Gatekeeper Coins. Hay 20 Whisps Azules en cada nivel, que se encuentran dispersos a lo largo de la ruta crítica del nivel, y cinco Monedas de Guardián, que se colocan en lugares más difíciles de alcanzar.
Los controles del juego se basan en la locomoción de las serpientes. El jugador puede mover la cabeza de Noodle 360 grados alrededor de un plano, levantarla, moverla a Doodle hacia adelante, apretar su agarre y llamar a Doodle para levantar la cola de Noodle. Avanzar en línea recta es lento, por lo que Noodle debe deslizarse de lado a lado para ganar velocidad. El juego considera que el cuerpo de Noodle está formado por muchos segmentos pequeños, cada uno de los cuales se ve afectado por la física, por lo que el cuerpo de Noodle reacciona de forma natural a la gravedad. El jugador debe envolver el cuerpo de Noodle alrededor de los objetos para mantenerse seguro y no caer, así como para trepar estructuras.
Los diferentes mundos introducen diferentes mecánicas; además de las estructuras de bambú que Noodle puede envolver para asegurarse, los niveles también pueden incluir cuerpos de agua donde Noodle puede nadar y bucear libremente, corrientes de viento que pueden hacer volar a Noodle y peligros como picos y pozos de lava. Si Noodle es asesinado por un peligro o un pozo sin fondo, reaparece en el último punto de control, y cualquier objeto coleccionable que haya obtenido después de pasarlo se devuelve a su ubicación original. 
Una vez superado cada nivel, los jugadores desbloquean un modo de contrarreloj para ejecutar el juego. Después de terminar el juego, el jugador desbloqueará un poder llamado Snake Vision, un nuevo poder donde el jugador puede ver todos los coleccionables restantes en un nivel mientras Noodle permanece inactivo, y un modo arcade para cada nivel en el que Doodle recolecta frutas por puntos por debajo de un límite de tiempo.

## Desarrollo
El juego admite mejoras específicas de la plataforma. En PlayStation 4, el juego se ejecuta en una resolución de 4k y también incluye soporte de alto rango dinámico. En la Xbox One, también es compatible con la iniciativa Xbox Play Anywhere que permite a los usuarios jugar tanto en Xbox One como en Windows 10.

## Lanzamiento
El juego se estrenó en Nintendo Switch, PlayStation 4, Microsoft Windows y Xbox One el 28 de marzo de 2017 en América del Norte y el 29 de marzo de 2017 en Europa y Australia.
Durante el Tokyo Game Show 2018, Konami, se encargó de la distribución y publica en Japón durante el Otoño de 2018.

## Recepción
Snake Pass recibió críticas generalmente mixtas según Metacritic. Muchos críticos elogiaron la singularidad del movimiento, pero citaron una curva de aprendizaje pronunciada y una jugabilidad o frustraciones técnicas que redujeron la calidad del juego. 
 IGN  elogió el movimiento y la jugabilidad general del juego, pero criticó la cámara y el sistema de puntos de control. 
Tanto  Nintendo World Report  como  Nintendo Life, elogiaron la jugabilidad única del juego, pero afirmó que tenía una curva de aprendizaje pronunciada en para aprender los controles no convencionales.  GameSpot disfrutó del movimiento y el diseño visual del juego, pero criticó los picos de dificultad en el medio del juego, así como las quejas técnicas que poseía.
Destructoid disfrutó de la novedad y la innovación del juego, pero citó la cámara como la mayor debilidad del juego.